# Walid Mesloub
Walid Mesloub (Trappes, 4 settembre 1985) è un allenatore di calcio ed ex calciatore francese naturalizzato algerino, di ruolo centrocampista o attaccante.

## Carriera

### Club
Dal 2007 al 2010 gioca nell'Istres, collezionando 93 presenze e 19 gol. Nell'inverno del 2010 passa a titolo definitivo al Le Havre. In 4 anni al club colleziona 139 presenze e 23 gol.
Il 5 giugno 2014 passa a titolo definitivo al Lorient.

### Nazionale
Esordisce con la Nazionale algerina il 17 novembre 2010 nell'amichevole disputata contro il Lussemburgo (0-0).